# Скивеноља
Скивеноља (итал. Schivenoglia) је насеље у Италији у округу Мантова, региону Ломбардија.
Према процени из 2011. у насељу је живело 1091 становника. Насеље се налази на надморској висини од 15 м.

## Становништво
Према резултатима пописа становништва 2011. у општини је живело 1.240 становника.
| 1931. | 1936. | 1951. | 1961. | 1971. | 1981. | 1991. | 2001. | 2011. |
| ----- | ----- | ----- | ----- | ----- | ----- | ----- | ----- | ----- |
| 2.270 | 2.379 | 2.373 | 1.858 | 1.572 | 1.452 | 1.316 | 1.234 | 1.240 |